# Lothar König (Pfarrer)

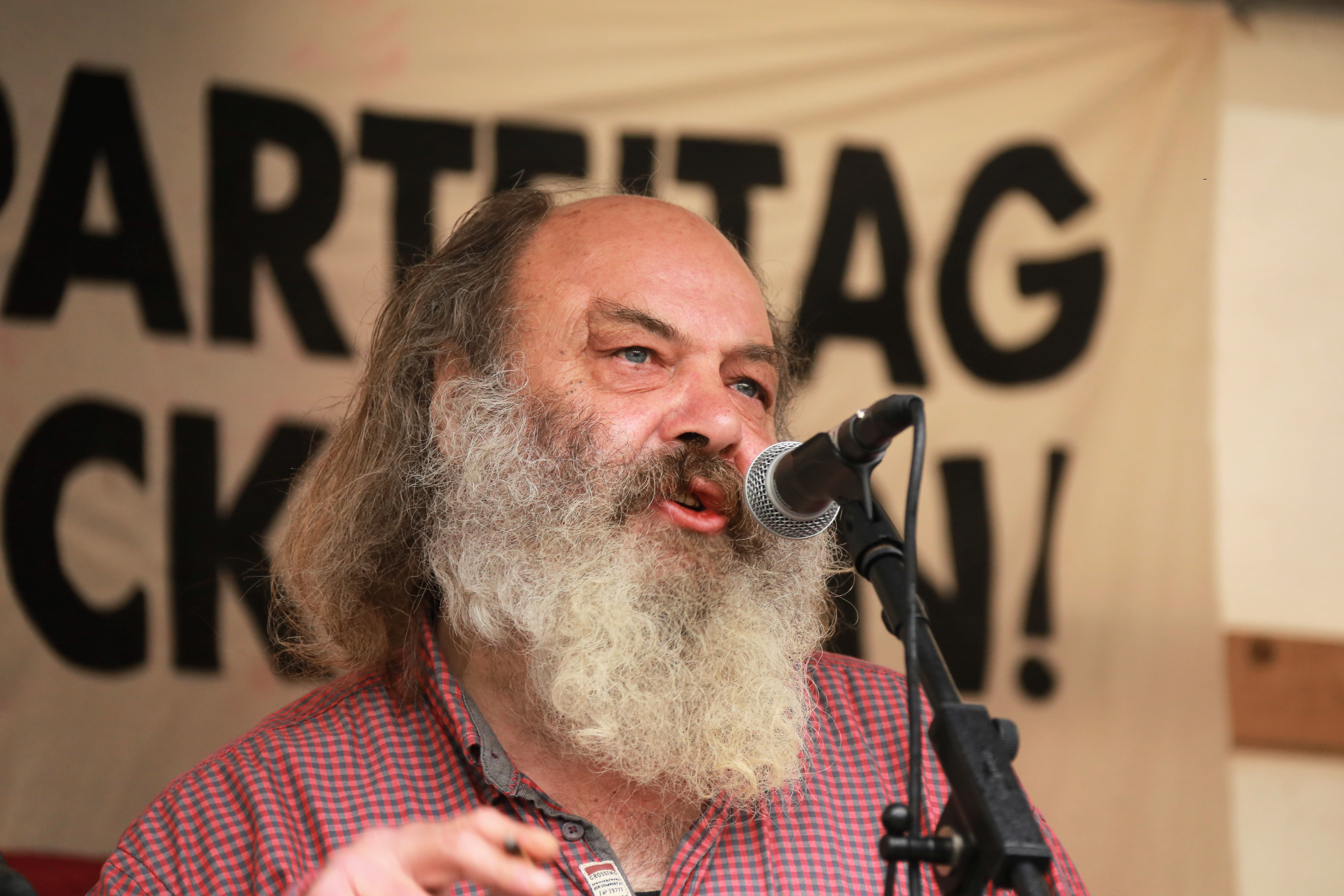
Lothar König während einer Rede bei „Köln stellt sich quer“ im April 2017

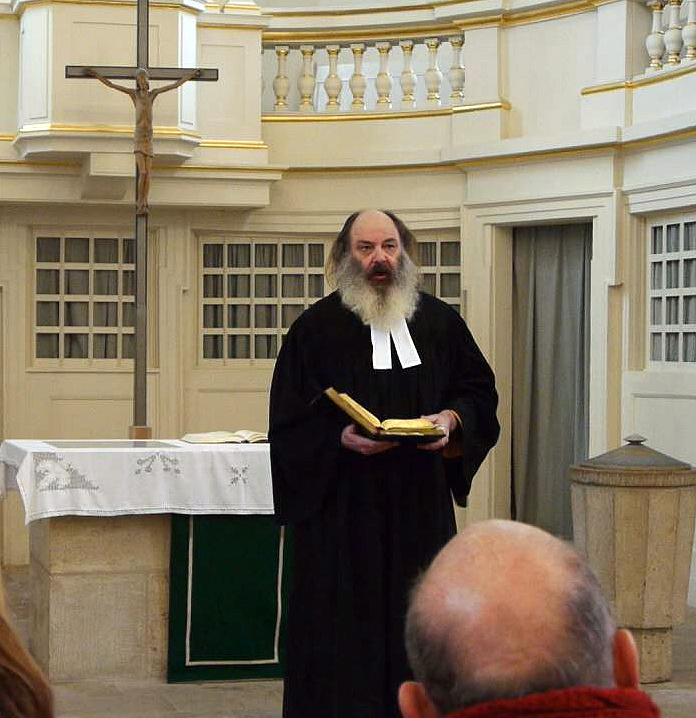
Bei einem Gottesdienst (2013)

Lothar König (* 11. März 1954 in Leimbach, Kreis Nordhausen; † 21. Oktober 2024 in Jena) war ein deutscher evangelischer Pfarrer. Er organisierte 1989/90 in Merseburg DDR-Montagsdemonstrationen und leitete von 1990 bis 2019 die Junge Gemeinde (JG) in Jena. Er engagierte sich gegen Rechtsextremismus in der Bundesrepublik Deutschland und warnte frühzeitig vor der Entwicklung des Neonazismus in Jena zum Rechtsterrorismus.
Zum Jahrestag der Luftangriffe auf Dresden 2011 beteiligte er sich an einer Demonstration gegen Rechtsextremisten, in deren Folge die Staatsanwaltschaft Dresden ihn wegen „schweren aufwieglerischen Landfriedensbruchs“ anklagte. Dies und der folgende Strafprozess (2013) machten König bundesweit bekannt. Nachdem Falschaussagen von Zeugen und gravierende Fehler oder Rechtsverstöße der Anklage aufgedeckt wurden, wurde der Prozess abgebrochen und 2014 endgültig eingestellt.

## Ausbildung und erste Pfarrstelle
König wuchs auf einem Bauernhof im Dorf Leimbach (Südharz) auf. In den 1960er Jahren traten seine Eltern unter politischem Druck in eine Produktionsgenossenschaft ein. Königs älterer Bruder wurde 1949 geboren und starb noch im selben Jahr. Seine 1952 geborene Schwester war schwerbehindert und starb 1959.
König ging in Nordhausen zur Schule. Ab der zweiten Schulklasse setzte er sich für frühere Kriegsflüchtlinge aus Schlesien ein. In der vierten Klasse überzeichnete er ein Bild von DDR-Staatschef Walter Ulbricht und wurde dafür gerügt. 1969 als Fünfzehnjähriger malte er „21. August ’68 Dubcek“ an eine Hauswand, um sich mit dem gewaltsam gestürzten Initiator des Prager Frühlings Alexander Dubček zu solidarisieren. Die Deutsche Volkspolizei und das Ministerium für Staatssicherheit (MfS) vollzogen daraufhin eine Hausdurchsuchung in seinem Elternhaus. Er wurde in der Schule öffentlich gemaßregelt und gedrängt, in die Freie Deutsche Jugend (FDJ) einzutreten. Seine Mitschüler wählten ihn zum FDJ-Sekretär, aber die SED-Führung entließ ihn nach drei Tagen wieder. König musste die Schule nach der zehnten Klasse verlassen und erhielt keine Zulassung zum Abitur. Er leistete seinen Militärdienst in der NVA. Einige seiner Freunde entschieden sich für eine totale Kriegsdienstverweigerung und wurden deswegen inhaftiert.
Danach wurde König zum Zerspanungsmechaniker ausgebildet. 1975 begann er eine zweijährige Ausbildung zum evangelischen Diakon in Eisenach. Nach deren Abschluss studierte er ab 1977 evangelische Theologie in Erfurt und Jena. Dort las er neben der Bibel, Dorothee Sölle und der Befreiungstheologie auch Werke von Karl Marx, Leo Trotzki und Rudi Dutschke.
Schon in Erfurt nahm er an der „Offenen Jugendarbeit“ teil. Dieses kirchliche Konzept sollte Jugendliche ansprechen, die kulturell vom DDR-Staat und vom bürgerlichen Christentum ausgegrenzt wurden, deren Lebensstil und Kreativität einbeziehen. König demonstrierte 1981 in der DDR gegen den NATO-Doppelbeschluss und erlebte den raschen Zusammenbruch der damaligen Friedensbewegung, als der Beschluss durchgeführt wurde. Seit seiner Studienzeit hatte er intensive Beziehungen zur Jungen Gemeinde Stadtmitte in Jena. Das MfS zählte ihre Mitglieder und Kontaktpersonen zur DDR-Opposition, überwachte sie stark und konstruierte häufig Vergehen, um Jugendliche strafrechtlich verfolgen zu können.
König wurde Pfarrer der Evangelischen Kirche der Kirchenprovinz Sachsen. Ab 1986 arbeitete er in Merseburg und baute dort eine Junge Gemeinde auf. Mit dieser engagierte er sich gegen die DDR-Staatsmacht und organisierte Montagsdemonstrationen mit. Das MfS legte über ihn eine umfangreiche Akte mit Abhörprotokollen an. Weil er in Merseburg das basisdemokratische Konzept der „Kirche von unten“ praktizierte, wurde er vom MfS planvoll diffamiert, isoliert und kriminalisiert mit dem Ziel, dass er sein Pfarramt aufgeben würde. Als Reaktion darauf engagierte er sich ab September 1989 in der Bürgerbewegung Neues Forum. Den Mauerfall am 9. November 1989 erlebte er als Ende seiner Hoffnung auf eine demokratisierte DDR.

## Stadtjugendpfarrer in Jena
Ab 1990 war König Stadtjugendpfarrer der Jungen Gemeinde (JG) Jena-Stadtmitte, die zur Evangelisch-Lutherischen Kirche in Thüringen gehört. Mit der JG engagierte er sich für eine offene Jugendarbeit und wurde so mit der wachsenden Neonazi-Szene in einer Plattenbausiedlung von Lobeda konfrontiert. Nach seinem Zeugnis trafen sich in der JG Punks, alternative und linke Jugendliche auf Orientierungssuche, spielten zunächst gegen die Neonazis Fußball und hörten zusammen Musik beider Lager. Bis 1992 habe es keine Übergriffe der Neonazis auf die JG gegeben. Ab 1993 sei jedoch die Anti-Antifa, 1995 der sogenannte „Nationale Widerstand“ entstanden: „…plötzlich hingen da Puppen mit Judensternen an Autobahnbrücken.“
König beobachtete die Radikalisierung der Neonazis im Umfeld des „Winzerclubs“ im Stadtteil Winzerla. Die JG wurde Zufluchtsort für Jugendliche, die als Linke oder wegen ihres Aussehens von Neonazis bedroht und angegriffen werden. 1993 verletzten sie Königs damals 15-jährige Tochter Katharina bleibend. Seither sammelte König alle verfügbaren Informationen über die rechte Szene in Jena. Die JG veröffentlicht regelmäßig Informationsbroschüren dazu. 1997 wurde König von einem Burschenschafter schwer verletzt und behielt davon eine Narbe auf seiner Stirn. Er war einem Jugendlichen zu Hilfe geeilt, den drei Burschenschafter vor dem Haus der JG angegriffen hatten. Das Verfahren gegen die Täter wurde aus Mangel an Beweisen und Zeugen eingestellt; die Zeugen der JG wurden wegen Befangenheit abgelehnt. 1996 vollzog die Polizei Jena eine Razzia in der JG, um König Drogenhandel nachzuweisen. Die Vorwürfe stellten sich als unhaltbar heraus. 1997 entschuldigte sich Thüringens Innenminister Richard Dewes für das Vorgehen.
Bis 1997 hatte König versucht, die Neonazis durch sozialpädagogische Jugendarbeit positiv zu beeinflussen. Erst seit den Körperverletzungen begriff er, dass sie ein geschlossenes Weltbild hatten und man ihnen nicht mit Dialog begegnen konnte, sondern sie politisch bekämpfen musste. Fortan entwickelte er die JG Jena zu einem entschiedenen Gegner der rechtsextremen Szene Thüringens. Sie verhinderte am 18. Juli 1998 einen Auftritt von Rolf Schlierer (Die Republikaner) in Jena. Als Reaktion darauf griffen bewaffnete und vermummte Neonazis die JG öfter an, störten etwa ein Punkkonzert und bedrohten Antifa-Jugendliche und Afrikaner in der Innenstadt. Ein unter anderen vom Thüringer Heimatschutz unterzeichnetes Flugblatt behauptete, König helfe Autonomen bei Gewalttaten und schütze sie vor Strafverfolgung. Am 10. Oktober 1998 marschierte André Kapke (NPD Thüringen) mit rund 50 Neonazis unangemeldet zum Haus der JG. Sie versuchten, es zu stürmen, so dass Polizei eingreifen musste. Am 17. Oktober 1998 demonstrierten 40 Neonazis, diesmal angemeldet, unter Polizeischutz erneut vor dem JG-Haus. Kapke bezeichnete König dabei als „Schützer des linken Terrors“. Neonazis sammelten Unterschriften gegen die JG in von ihnen dominierten Stadtvierteln. König erklärte dazu, sie wollten „von ihrer eigenen Gewalttätigkeit und ihrer menschenverachtenden Weltanschauung ablenken“, um „die gesellschaftliche Akzeptanz der JG und jeder antifaschistischen Arbeit zu schwächen“. Der Konvent des Kirchenkreises Jena solidarisierte sich mit ihm und der JG. 1998, nach dem Untertauchen der Neonazis Uwe Böhnhardt, Uwe Mundlos und Beate Zschäpe, die dann die Terrorgruppe Nationalsozialistischer Untergrund (NSU) gründeten, wies König die polizeilichen Ermittler auf einen möglichen Mittäter in Jena hin. Die Ermittler bestritten einen Zusammenhang. 2012 erwies sich, dass Königs Verdacht zutraf.
Damals erklärte König das Entstehen der dortigen rechtsextremen Szene aus mehreren Faktoren: Schon in der DDR entstanden rechtsextreme Skinhead-Gruppen, die gerade wegen der staatlichen Unterdrückung attraktiv für Jugendliche geworden seien und begonnen hätten, Strategien zu entwickeln. Im Zusammenbruch der DDR hätten Eltern, Lehrer, Politiker jede moralische Autorität verloren. So hätten organisierte Werbekampagnen von Neonazis aus der alten Bundesrepublik und Österreich in Ostdeutschland „leichtes Spiel“ gehabt: besonders in Neubaugebieten, wo in der DDR die ökonomisch Erfolgreichen lebten, die sich nun deklassiert sahen und vielfach arbeitslos wurden. Bei ihren Kindern, die oft keine Lehrstellen fanden, war linksgerichtete Ideologie disqualifiziert. Um ihre Wut an anderen auch mit Gewalt abzureagieren, habe die nazistische Ideologie der Ungleichwertigkeit ihnen die passende Rechtfertigung geboten. Diese Ideologie unterscheide Rechtsextreme von Linken, die „von der Gleichheit der Menschen ausgehen und deshalb keinen Grund haben, anderen Gewalt anzutun oder sie gar umzubringen.“
Nach Königs Zeugnis von 2017 strich Jenas Stadtverwaltung der JG in den 1990er Jahren zeitweise die städtischen Fördermittel, weil ihre Berichte über Rechtsextremismus in Jena als „Nestbeschmutzung“ galten. Auch Schulen bestritten das Problem. Die wenigen Sozialarbeiter im Winzerclub waren überfordert und wurden zu wenig unterstützt. Als sich die rechte Jugend um 1995 professionalisierte und politisierte, sei es zu spät gewesen. Um 2000 forderte der damalige Oberbürgermeister Peter Röhlinger (FDP) den Landesbischof auf, König zu versetzen. 2002 erhielt die JG jedoch für ihr Engagement gegen Neonazis und die Arbeit mit obdachlosen Jugendlichen und Migranten den Julius-Rumpf-Preis der Martin-Niemöller-Stiftung, 2003 den Bundesjugendförderpreis und den Dieter Baacke Preis. Die JG beteiligt sich an den Protesten gegen Atommülltransporte in Deutschland. Seit 2004 war König als Stadtrat für die Fraktion Bürger für Jena auch kommunalpolitisch aktiv.
König und die JG beteiligten sich mit seinem zum Lautsprecherwagen umgerüsteten blauen VW-Bus („Lauti“) an den Protesten gegen den G8-Gipfel in Heiligendamm 2007. König nutzte den Bus als Kommunikationsmittel, forderte die Demonstranten mehrfach auf, zusammenzubleiben, und verlangte von gewaltbereiten Gruppen, das Sammeln von Steinen einzustellen: Es widerspreche dem erklärten Mehrheitswillen der Demonstranten zur Gewaltfreiheit, und auch Polizisten seien Menschen. Diese forderte er auf, das Demonstrationsrecht friedlicher Protestler in den genehmigten Gebieten zu achten. So trug er kontinuierlich zur Deeskalation der Spannungen zwischen Polizei und Protestlern bei. Dies bewog den Einsatzleiter dazu, den „Lauti“ für seine Durchsagen zu nutzen. Ein Videoband der JG dokumentiert den Vorgang.
König beteiligte sich seit 1993 an Protesten gegen die Aufmärsche von Rechtsextremen in Dresden, die das jährliche Gedenken an den 13. Februar 1945 für geschichtsrevisionistische Propaganda missbrauchen. Am 13. Februar 2009 waren rund 6500 Neonazis aus ganz Europa ungehindert durch Dresden gezogen. Darum schlossen verschiedene antifaschistische Protestgruppen sich im Bündnis Dresden Nazifrei zusammen und riefen für 2010 und 2011 zu gewaltfreien Sitzblockaden auf der Marschroute der Rechtsextremen auf, um ihren Marsch wirksam zu verhindern. Die JG Jena beteiligte sich an diesem Konzept und wirkte darauf hin, dass auch andere kirchliche Gruppen Blockaden statt nur Menschenketten und Mahnwachen fernab auf jener Marschroute unterstützten. Die Polizei setzte dagegen wie in den Vorjahren auf eine weiträumige Absperrung der Innenstadt, um Neonazis und Gegendemonstranten voneinander fernzuhalten. Sie versuchte, die Blockaden gewaltsam aufzulösen, konnte aber 2011 die rechtsextreme Versammlung nicht durch die Stadt geleiten. Am 19. Februar 2011 nahmen laut Organisatoren mehr als 21.000, nach Polizeiangaben 12.000 Menschen an den Blockaden teil. Als Pfarrer und Seelsorger begleitete König teilnehmende Jugendliche aus der JG mit seinem VW-Bus.

## Familie
König war ab 1971 verheiratet und hatte vier Kinder. Seine Tochter Katharina König-Preuss ist Abgeordnete für Die Linke im Thüringer Landtag. Seine Söhne Tilman und Karl-Friedrich König sind Filmemacher.

## Der Prozess von 2013

### Ermittlungen nach § 129 StGB
Im Sommer 2011 erfuhr König, dass die Polizei Sachsens gegen ihn nach § 129 wegen „Bildung einer kriminellen Vereinigung“ ermittelte. Man verdächtigte ihn, zu einer „Antifa-Sportgruppe“ zu gehören, die in Dresden Rechtsradikale jage. Um die vermutete Vereinigung zu finden, hatte die Polizei Sachsen am 19. Februar 2011 in Dresden widerrechtlich mehr als eine Million Mobilfunkdaten abgeschöpft, auch von an Demonstrationen Unbeteiligten, und mehr als 600 Ermittlungsverfahren eingeleitet. König nannte den Verdacht „absurd“; Thüringens Polizei hatte ihn für sein Engagement gegen Rechtsextreme gelobt. Er kritisierte die Polizeimaßnahmen im Spiegel vom 1. August 2011 als „SED-Methoden“, wie er sie aus der DDR kenne, und als Tendenz zu einem Unrechtsstaat. Wissenschaftler, Politiker und Medienvertreter erklärten die Ermittlungen gegen die behauptete „Antifa-Sportgruppe“ als Versuch der sächsischen Polizei, sich von Kritik an ihrem Vorgehen bei den rechtsextremen Aufmärschen zu entlasten. Die Berufung auf § 129 sei ein Vorwand, um stärker in die Grundrechte betroffener Einzelpersonen eingreifen zu können.
Der Rechtsausschuss im Landtag Sachsens erfuhr bei einer Sondersitzung am 23. August 2011, dass die Ermittlungen gegen König nach § 129 schon am 7. Februar 2011 eingeleitet und am 19. August vorläufig eingestellt worden waren, jedoch weiter gegen ihn wegen „aufwieglerischen Landfriedensbruchs“ ermittelt wurde. Darum vermutete der Abgeordnete Johannes Lichdi, der Vorwurf der kriminellen Vereinigung sei nur konstruiert worden, um König abhören zu können.

### Hausdurchsuchung
Am 2. August 2011 beantragte die Dresdner Staatsanwältin Ute Schmerler-Kreuzer eine Hausdurchsuchung bei König, die der Amtsrichter Hans-Joachim Hlavka am 8. August unverändert anordnete. Sie wurde schon zwei Tage darauf ohne erkennbaren unmittelbaren Anlass durchgeführt, Monate nach der angeblichen Tat. Am 10. August ab 6:00 Uhr durchsuchten rund 30 sächsische Polizeibeamte über vier Stunden lang die Amts- und Wohnräume Königs und seiner Mitbewohner in Jena. Als Grund nannte der Einsatzleiter nicht § 129, sondern am 19. Februar 2011 begangenen „Landfriedensbruch“ nach § 125. König war im Wanderurlaub und erlaubte seiner Tochter Katharina und zwei Anwälten telefonisch, die Durchsuchung zu beobachten. Da die Polizei alle Räume sofort gleichzeitig durchsuchte und ihre Erlaubnis dazu erst nachträglich vorzeigte, vereitelte sie die rechtlich erforderliche unabhängige Zeugenbeobachtung. Sie beschlagnahmte mehrere Computer, sämtliche Ton- und Datenträger, Medikamente, Akten, eine Fahne des Fußballvereins FC St. Pauli, Fahrzeugpapiere und den VW-Bus. Entgegen dem sonst üblichen Amtshilfe-Ersuchen informierte sie weder Thüringens Polizei noch Jenas Stadtverwaltung.
Während der Durchsuchung sammelten sich bis zu 600 Personen vor dem Wohnhaus und solidarisierten sich mit König. Damit begann eine bundesweite Solidaritätsbewegung. Er vermutete zunächst, die Durchsuchung sei eine Reaktion auf den Spiegelbericht der Vorwoche und seine darin geäußerte Kritik am grundgesetzwidrigen Vorgehen der Polizei Sachsens gewesen.
Im Prozess 2013 erwies sich, dass die sächsische Polizei sein Wohnhaus und das JG-Haus schon im Juli 2011 observiert hatte, um die Durchsuchung vorzubereiten. Die Staatsanwaltschaft Dresden hatte im Februar 2011 eine dreimonatige Observierung Königs erwirkt. Anlass war ein Verdacht gegen seine ebenfalls beobachtete Tochter Katharina: Sie hatte mit zwei Männern am 5. Februar 2011 einen Friedhof in Dresden besucht, wo zum Jahrestag der Luftangriffe stets Kränze niedergelegt werden. Dies wurde als mögliche Vorbereitung einer kriminellen Handlung fehlgedeutet. Im Zuge der angeordneten Observation filmte die Polizei jede Bewegung des blauen VW-Busses am 19. Februar 2011.
Der nachträglich zugestellte Durchsuchungsbeschluss enthielt verschiedene Vernehmungsprotokolle, die die „Sonderkommission für die Verfolgung von Straftaten am 19. Februar 2011“ (SOKO 19/2) zu einem „Zwischenbericht“ verbunden hatte. Ohne den Ermittlungshergang zu zeigen, nannte der Beschluss folgende Tatvorwürfe:
- König habe sich mit dem VW-Bus inmitten einer allgemein als gewaltbereit und gewalttätig erkennbaren Menge befunden.
- Um 8:50 Uhr habe er die Menge aufgerufen, gegen eine Polizeisperrkette vorzurücken.
- Gegen 15:00 Uhr auf der Nossener Brücke sei mit Königs Billigung durch dessen Buslautsprecher „Deckt die Bullen mit Steinen ein“ gerufen worden.
- Der VW-Bus habe mit Wissen Königs zum Rückzug und Verbergen von straftätigen Personen und für Signale an die Menge gedient.

Ein Polizist aus Berlin bezeugte den ersten, ein weiterer aus Pirna den zweiten angeblichen Gewaltaufruf. Der zweite Zeuge hatte am 23. März 2011 ursprünglich angegeben, der Aufruf zum Steinewerfen sei „über Lautsprecher oder Megafon“ erfolgt. Ab Mai 2011 behauptete er, der Aufruf sei eindeutig von dem blauen VW-Bus gekommen. Deswegen war die Hausdurchsuchung angeordnet worden. Videomaterial für die Vorwürfe lag laut Ermittlungsakte nicht vor. Die Staatsanwältin hatte bis dahin nur einen durch Sepia-Filter stark verdunkelten Videozusammenschnitt gesehen, auf dem weder Gewaltaufrufe hörbar noch szenetypische Kleidungsmerkmale für Autonome erkennbar waren.

### Anklageschrift und Aktenfund
Die Anklageschrift vom 2. Dezember 2011 führte die Vorwürfe des Durchsuchungsbeschlusses näher aus und fasste fünf Hauptvorwürfe zusammen:
- König habe sich an Gewalttätigkeiten gegen Menschen oder Sachen aus einer Menschenmenge heraus beteiligt,
- die Bereitschaft der Menge zu solchen Handlungen gefördert,
- einer Person vorsätzlich Beihilfe zum Widerstand gegen Vollstreckungsbeamte geleistet,
- in zwei Fällen absichtlich eine gesetzliche Strafe zu vereiteln versucht,
- eine Person rechtswidrig mit Gewalt zu einer Handlung genötigt.[25]

Nach Erhalt unvollständiger Anklageakten in Kopienform beantragte Königs Verteidiger Johannes Eisenberg erfolglos vollständige Einsicht in die Originalakten. Nach Prüfung der vorläufigen Anklageschrift (erhalten am 13. Dezember 2011) beantragte er im Januar 2012, die Anklage wegen erheblicher formaler Verfahrensfehler und fehlender Beweismittel nicht zuzulassen. Die Staatsanwaltschaft sandte ihm ihre Antwort vom April 2012 nicht zu. Am 25. November 2012 ließ Richter Ulrich Stein die Anklage ohne Prüfung der Einwände vollständig zu. Die Verteidigung erfuhr dies wie schon 2011 zuerst aus Medienberichten und erhielt die fertige Anklageschrift erst am 12. Dezember 2012.
Weil Eisenberg trotz mehrerer dringender Nachfragen keine Originaldokumente erhielt, verlangte er am 14. März 2013 (fünf Tage vor dem ursprünglichen Prozesstermin) unangemeldet im Amtsgericht Dresden direkten Einblick in die Originalakte. In deren Ordner fand er rund 100 lose, nicht nummerierte und undatierte Einzelblätter sowie Datenträger, Videos, Lichtbilder und Lichtbildmappen, die man ihm nicht zugestellt hatte. Stein erklärte, auch er habe nichts von diesem Material gewusst, und verschob den Prozesstermin. Eisenberg stellte Strafanzeige und Dienstaufsichtsbeschwerde gegen die Staatsanwaltschaft Dresden und verlangte Aufklärung über die Herkunft des vorenthaltenen Materials und eine Zusage, die Akte sei nun vollständig. Die Staatsanwältin Schmerler-Kreuzer gab an, die Zusatzakten seien versehentlich in den Anklageordner gelangt, seien nur zum geringen Teil prozessrelevant und entlasteten König nicht. Eine Vollständigkeitszusage lehnte sie ab. Daraufhin beantragte Eisenberg bei ihren Vorgesetzten, zu prüfen, ob die Anklage weiteres unbekanntes, prozessrelevantes Material besitze. Ferner bat er, die Staatsanwältin wegen Unterdrückung von Beweismitteln von der Anklagevertretung zu entbinden. Beides wurde abgelehnt. Woher die Zusatzdokumente stammten, wer sie undatiert eingefügt, vorenthalten hatte und warum, ließ sich in der Hauptverhandlung nicht klären.

### Hauptverhandlung

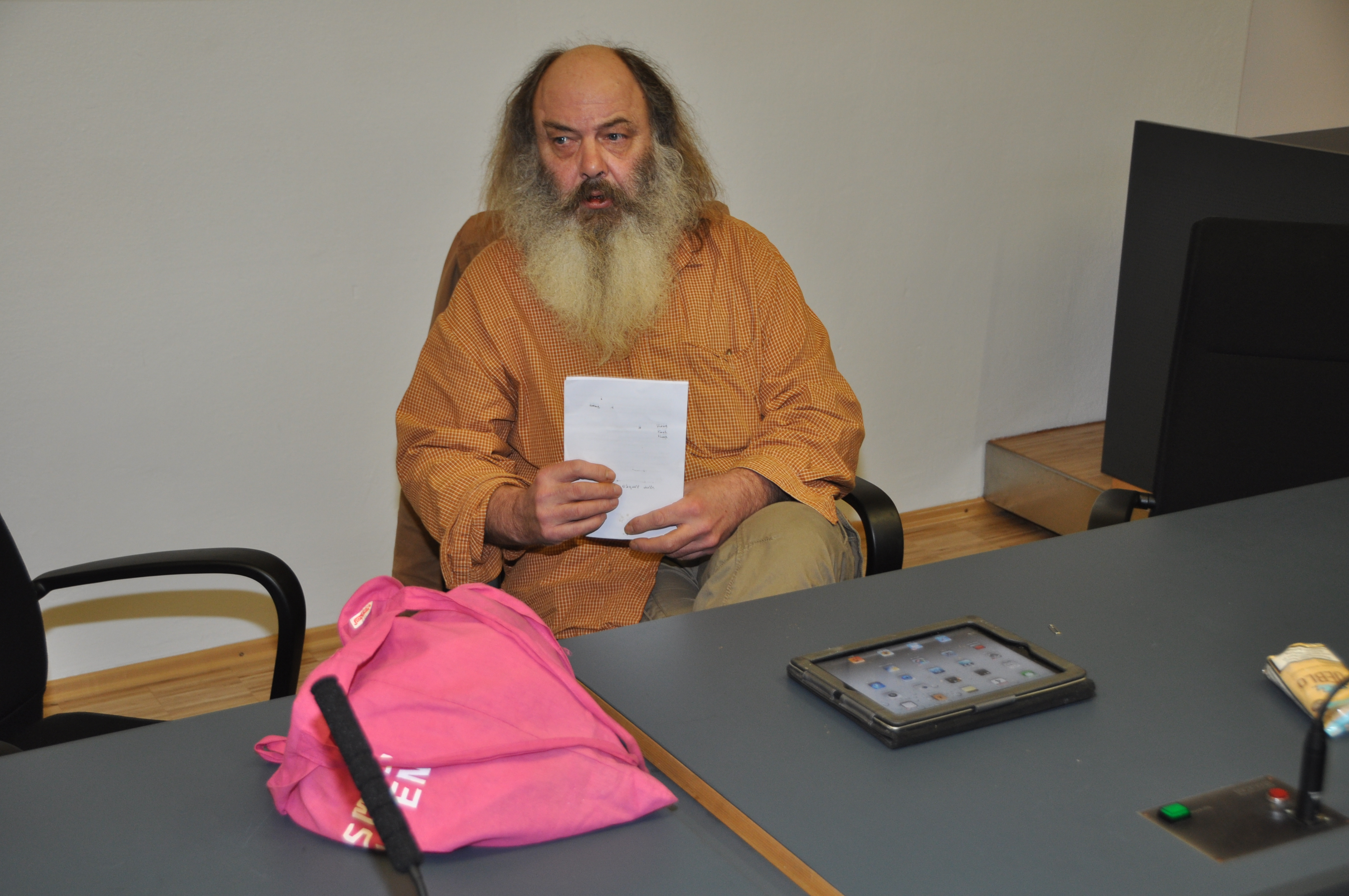
Lothar König im Amtsgericht Dresden (2013)

Am 9. Februar 2013 erklärte König in einem Interview: In der Hauptverhandlung müsse geklärt werden, wie es zur Anklage auf schweren Landfriedensbruch kommen konnte. Es dürfe in der Bundesrepublik nicht zur Normalität werden, dass ein engagierter Demonstrant „verantwortlich gemacht wird für alle Straftaten, die im Umfeld dieses Aufmarsches stattgefunden haben.“ Im Fall seiner Verurteilung sei er bereit, die Haftstrafe auf sich zu nehmen. Sein Auftrag, von Jesus von Nazaret zu erzählen, mache Einmischen in tagespolitisches Unrecht unter Umständen nötig. Das Ausmaß und die brutale Menschenverachtung des NSU-Terrors hätten ihn trotz seiner frühen Warnungen davor überrascht. Das sei gesellschaftlich bisher nicht aufgearbeitet. Die eigentliche Gefahr sei, dass sich nicht mehr genug Menschen für die Demokratie einsetzten und das Vertrauen in sie verlören. Die Kirchen hätten schon seit 1990 viel eindeutiger gegen Rechtsextremismus Stellung beziehen müssen. Sein Glaube helfe ihm, der Herausforderung des Prozesses und dessen Risiken für seine Person gewachsen zu sein. Er werde erneut am Protest gegen den jährlichen Naziaufmarsch in Dresden teilnehmen.
Am 4. April 2013 begann die Hauptverhandlung im Landgericht Dresden. Nach Verlesung der Anklage verwies die Verteidigung darauf, dass König und JG-Mitglieder bis dahin nie zu den Tatvorwürfen gehört worden waren. König nenne Polizisten nie „Bullen“, sondern verteidige jedes Menschen Recht auf körperliche Unversehrtheit. Er habe die Protestteilnehmer der JG vor Gewalt von Neonazis oder Polizei schützen und gegebenenfalls von Orten wegführen wollen, wo Straftaten und Verletzungsrisiken drohten. Der Vorwurf, König habe Straftaten durch bloße Nähe zu Straftätern in einer Menge gebilligt, sei ein Rückfall in Gesinnungsjustiz. Dann bestritten die Verteidiger jeden einzelnen Anklagepunkt anhand des bisherigen Videomaterials:
- König rief immer wieder zur Ruhe auf, wenn er Konflikte bemerkte. Zudem lud er ein, die Polizei nach möglichen Zugängen zum Zielort der Gegendemonstration zu fragen.
- Am 19. Februar 2011 gab es laut Landesregierung keine Aufenthaltsverbotszone.
- Um 9:07 Uhr bat König die Polizei, mit dem Bus zu den Gegendemonstranten fahren zu dürfen. Das widersprach zeitlich und inhaltlich dem angeblichen Gewaltaufruf um 8:45 Uhr.
- Die behauptete Lautsprecherdurchsage, „Polizeibeamte aus Berlin […] ein bißchen piesacken“, lautete laut Tondokument und dessen Transkription: „Die Polizeibeamten aus Berlin werden […] Okay sein“.
- König hatte eine Gruppe, die eine Polizeisperre durchbrechen wollte, zurückgerufen.
- Die angeblich zu Gewalt aufhetzende Musik hatte zum angegebenen Zeitpunkt nur einen Aufruf zum Tanzen enthalten.
- Die angebliche Durchsage „Deckt die Bullen mit Steinen ein“ war gänzlich unbelegt. Der Zeuge hatte laut Vernehmungsprotokoll anfangs betont, „eine für mich nicht feststellbare Person“ habe das gesagt.
- Als es zu Steinwürfen kam, fuhr König den Bus sofort von der Sperrkette weg.
- Als Barrikaden brannten, forderte König die Umstehenden zum weiter entfernten Blockieren auf, um der Polizei das Löschen des Brandes zu ermöglichen.
- Die angebliche Nötigung war ein Ausweichen vor Fußgängern.
- König konnte nicht wissen, dass eine von Polizisten verfolgte, auf den Bus aufgesprungene Person ein Steinwerfer war. Hätte er sie vor Festnahme schützen wollen, hätte er nur leicht beschleunigen müssen. Tatsächlich fuhr er Schritttempo, so dass die nacheilenden Polizisten den Bus sofort erreichten.

Eisenberg bekräftigte, nach diesem Material hätte der Prozess nie eröffnet werden dürfen. König fragte die Staatsanwältin dann direkt, warum sie annehme, ihm sei jedes Mittel im Kampf gegen Nazis recht, und ihn nicht als den Pfarrer sehe, der junge Nazigegner vor unbeherrschten Reaktionen schützen wollte. Nur so habe er sich langjähriges Ansehen erworben bei allen, die ihn kennen.
In den ersten Verhandlungstagen zur Beweisaufnahme (24. April, 28.–30. Mai 2013) widerlegte die Verteidigung mit Videoaufnahmen der JG vom Dach des VW-Busses die Aussage des Polizeizeugen aus Pirna: Auf der fortlaufenden Tonspur war um 15:00 Uhr nur Musik zu hören, kein Aufruf Königs. Daraufhin räumte der Zeuge ein, er habe vom Verfahren gegen König nach seiner Erstaussage erfahren und sie den Aussagen von Kollegen angepasst, die den Aufruf zum Steinewerfen vom VW-Bus gehört haben wollten. Zudem habe das polizeiliche Videomaterial kein Megafon gezeigt.
Eine Polizistin derselben Einheit behauptete, König habe die überholende Polizeikolonne zu rammen und ihr Fahrzeug davon zu trennen versucht. Ihr Kollege, der vor ihr gefahren war, sagte dagegen aus, König habe gebremst, um der Kolonne nicht in die rechte Seite zu fahren. Sein Vernehmungsprotokoll fehlte in der Anklageschrift. Das JG-Video bestätigte seine Aussage: Ein Polizeigitter auf der linken Spur hatte die Kolonne zum Spurwechsel nach rechts gezwungen. König fuhr auf der mittleren Spur und musste einem Fußgänger ausweichen, der von rechts vor den Bus gesprungen war. Um die Kolonne nicht zu rammen, hatte er gebremst. Das JG-Video zeigte auch, dass zwei Polizisten einen an der offenen Seitentür hängenden Jugendlichen sofort verprügelten, als sie ihn einholten. Das widerlegte die Aussage ihres Einheitsleiters, sie hätten dem Jungen ordnungsgemäß seine Festnahme erklärt. König hatte also niemand genötigt und keine Festnahme vereitelt.
Am vorletzten Verhandlungstag (20. Juni 2013) erfuhr das Gericht von rund 200 Stunden Videomaterial, das die Ermittler als nicht relevant eingestuft und der Anklageakte nicht zugefügt hatten. Stein unterbrach den Prozess für die Auswertung. Die neuen Polizeivideos, die Eisenberg am 26. Juni erhielt, zeigten um 8:45 Uhr nur einen weißen Bus, keinen blauen, und keinen Aufruf. Um den Bus standen keine schwarz gekleideten Vermummten, sondern bunt gekleidete unvermummte friedliche Demonstranten mit Gewerkschafts- und Parteiflaggen. Die Polizei kesselte sie stundenlang ohne Begründung ein. Verschiedene Personen versuchten zwischen 9:07 und 11:30 Uhr, über Königs Lautsprecher eine Versammlung beim Einsatzleiter anzumelden. König rief sie wiederholt zu Geduld und Ruhe auf, war aber unter mehreren Sprechern mit Megafonen nicht führend. Der Großteil zog entgegen seinen Aufrufen nach hinten ab, bevor ein zweiter Protestzug eintraf. Drei Polizeibeamte hatten diese Passagen nach eigenem Ermessen vom bislang vorgelegten Zusammenschnitt getrennt. Am 1. Juli 2013 erhielt die Verteidigung zudem einen Ordner mit bislang unbekannten Ermittlungsakten. Darunter war die Aussage eines Polizisten, er habe einen älteren bärtigen Mann beim blauen Bus (König) beobachtet, der die Menge wiederholt aufrief, friedlich zu bleiben. Nach der Auflösung in Kleingruppen sei von dort Gewalt ausgegangen, nur nicht aus der Gruppe um den Bus herum.
Am letzten Verhandlungstag (2. Juli 2013) zeigten die Verteidiger das Ergebnis ihrer Stichproben. Die Staatsanwältin räumte ein, sie sehe die entlastenden Passagen erstmals und habe die Auswahl nicht kontrolliert. Aus dem Weglassen dieser Belege folgerte Eisenberg eine vorsätzliche Manipulation, die König tatsachenwidrig als bei Gewalttaten präsent und dazu anstiftend darstellen sollte. Er erstattete Anzeigen gegen die jeweiligen Polizeizeugen wegen uneidlicher Falschaussagen, Prügeln ohne Ansprache und Unterdrückung von Beweismitteln. Ferner beantragte er, das Verfahren auszusetzen, um die notwendige Zeit zum Prüfen des gesamten Videomaterials zu erhalten. Daraufhin setzte der Richter das Verfahren für vier bis sechs Monate aus. Die Staatsanwaltschaft widersprach nicht.

### Einstellung
Am 28. Juni 2013, nach dem Auftauchen des zusätzlichen Videomaterials, forderten Aktion Sühnezeichen Friedensdienste (ASF), die Bundesarbeitsgemeinschaft Kirche und Rechtsextremismus (BAG K+R) und Bundestagsvizepräsident Wolfgang Thierse, den laufenden Prozess gegen König sofort einzustellen. Am 1. Juli 2013 starteten sie an der Dresdner Kreuzkirche eine bundesweite Solidaritätskampagne. Postkarten mit Porträts und Zitaten von Menschen aus evangelischen Landeskirchen, die wie König als Christen Demokratie und Menschenrechte aktiv verteidigen, forderten die Einstellung des Prozesses.
Am 8. Juli 2013 beantragte auch die Verteidigung, das Verfahren einzustellen. Dazu listete sie nochmals alle widerlegten Anklagepunkte und Falschangaben auf und stellte heraus, dass der Prozess in Kenntnis des vorenthaltenen Beweismaterials nie eröffnet worden wäre. Die für nachgewiesene Falschangaben angezeigten Zeugen kämen nicht mehr als Zeugen in Betracht. Die wenigen nicht durch Videos widerlegten Anklagepunkte könnten nur mit unverhältnismäßigem Aufwand neu verhandelt werden. Darum sei der Prozess rechtlich sinnlos und für König unzumutbar geworden und einzustellen.
Der Antrag blieb monatelang unbeantwortet. Am 23. September 2013 erfuhr die Verteidigung wieder nur durch direkte Akteneinsicht, dass die Staatsanwältin Manipulationsvorwürfe zurückgewiesen und die Einstellung abgelehnt hatte. Am 6. Januar 2014 warfen die Verteidiger der Anklagebehörde öffentlich Untätigkeit vor. Eine Übersichtstabelle, welches Videomaterial mit Bezug zu König, dem blauen Bus und zu Tatorten und -zeitpunkten die polizeilichen Ermittler herausfiltern würden, war ihnen zugesagt, aber nicht zugesandt worden. Auch auf Vorbehalte, die Beweisrelevanz des Restmaterials sei nicht auszuschließen, hatte die Anklagebehörde nicht reagiert. Eine Gerichtssprecherin erklärte, inzwischen sei festgelegt, „durch wen und wie das Material erfaßt werden soll und der Inhalt der Tonspuren zu dokumentieren ist“. Der Prozess werde fortgesetzt.
Am 10. November 2014 wurde das Verfahren eingestellt, nachdem König der Zahlung einer Geldauflage von 3000 Euro zugestimmt hatte. Das Geld ging je zur Hälfte an die Justiz Sachsens und den Kirchenbezirk Dresden-Mitte. Die Prozesskosten trug die Landeskasse. König zeigte sich erleichtert und erklärte, die Auflage sei „kein Makel, wir leben davon, dass wir auch mal einen Schritt zurückgehen können“. Er habe eventuell 2011 in manchen Situationen, die schnelle Entscheidungen forderten, nicht immer alles richtig gemacht. Er wolle einen Beitrag zum Rechtsfrieden leisten. Der bisherige Prozess habe ihn schon zu viel Energie und das Land Sachsen zu viele Ressourcen gekostet. Er werde „Aufrührer mit Sinn und Verstand gegen Unrecht in diesem Land“ bleiben.
Bis August 2014 behielt das Amtsgericht Dresden die Kfz-Kennzeichen des beschlagnahmten VW-Busses, so dass dieser nicht abgemeldet werden konnte. Dadurch entstand der JG ein Schaden von einigen tausend Euro. Am 5. Januar 2015 gab die Polizeidirektion Dresden den VW-Bus „Lauti“ an König und die JG zurück.

### Rezeption
Königs Strafverfolgung wurde von Beginn an auch überregional thematisiert. Der Spiegel vom 1. August 2011 stellte sie in den Kontext rechtsstaatswidriger Eingriffe der sächsischen Justiz seit 1990, besonders der massenhaften Ausspähung von Handydaten im Februar 2011.
Die Razzia vom 10. August 2011 rief breite Proteste hervor: Die Evangelische Kirche in Mitteldeutschland (EKM) kritisierte, die Durchsuchung einer Pfarrdienstwohnung verletze das Seelsorgegeheimnis. Thüringens Landesregierung und regionale Medien kritisierten das Vorgehen als Bruch der Landeshoheit. Die Thüringische Landeszeitung fragte am Folgetag unter dem Titel „Der Überfall“, ob Thüringen heimlich schon von Sachsen aus regiert werde und wann sich das Land endlich gegen derartige Übergriffe wehre. Die Thüringer Allgemeine sah das Vorgehen als geeignet, das Vertrauen in den Rechtsstaat zu zerstören. Die Bildzeitung gab vor, Belege für Königs Schuld zu suchen, stellte aber nur fest, er habe laut Fotos am „Tatort“ im Bus gesessen. Das ZDF-Magazin Frontal21 durfte während des Prozesses einige Auszüge der JG-Videos einsehen und senden. Die Evangelische Kirche in Sachsen schwieg. Die Dresdner Morgenpost griff die Justiz des Landes an: Die Ermittlungen hätten nur als Mittel gedient, den Pfarrer rechtsstaatswidrig auszuforschen. Bundesweite Tageszeitungen aller Richtungen kritisierten die Justiz Sachsens und stellten Königs langjähriges Engagement heraus.
Zu den Kritikern der Justiz und Unterstützern Königs gehörten unter anderen Ilse Junkermann (Landesbischöfin der EKM), Brigitte Andrae (Präsidentin der EKM), der Landesjugendkonvent der EKM, Oberkirchenrat Michael Lehmann, das Bündnis Dresden Nazifrei, Thüringens Justizminister Holger Poppenhäger (SPD), Vize-Regierungschef Christoph Matschie (SPD), Jenas Oberbürgermeister Albrecht Schröter (SPD). Bundestagsvizepräsidentin Katrin Göring-Eckardt und Monika Lazar (beide Bündnis 90/Die Grünen) fragten die Bundesregierung, ob die Durchsuchung rechtmäßig war, wie die Informationspolitik der Staatsanwaltschaft Dresden mit der Wahrung des Berufsgeheimnisses zu vereinbaren sei, wie oft und warum die Polizei eines Bundeslandes (hier Sachsen) in anderen Ländern (hier Thüringen) autonom aktiv werde.
Nach der Entdeckung der Terrorgruppe NSU im November 2011 wurde König bundesweit als Kenner der Neonaziszene Jenas bekannt, der früh vor deren Radikalisierung gewarnt und damit recht behalten hatte. Als immer mehr Versäumnisse deutscher Sicherheitsbehörden und der Justiz Sachsens bei den NSU-Ermittlungen bekannt wurden, befragten ihn deutsche und ausländische Medien dazu.
Deshalb wirkte der Ende 2012 angekündigte Strafprozess gegen König umso verfehlter und fand starkes öffentliches Interesse. An allen sieben Hauptverhandlungstagen 2013 war der Gerichtssaal voll besetzt. Die JG Jena richtete Internetseiten ein und meldete Kundgebungen vor dem Gerichtsgebäude an, wo König, seine Verteidiger und Unterstützer fortlaufend über den Stand des Verfahrens informierten. Zu den Unterstützern gehörten die Evangelische Hochschule für Soziale Arbeit Dresden, die Initiative Bürger.Courage e. V. in Dresden und die sächsische Landesarbeitsgemeinschaft Kirche für Demokratie gegen Rechtsextremismus. Das Kulturbüro Sachsen koordinierte die Solidaritätsaktionen an den Prozesstagen. Die Unterstützer klärten über mutmaßliche politische Motive des Prozesses auf und kritisierten die Gedenktradition der Dresdner Stadtgesellschaft zu den Luftangriffen von 1945 als fortgesetzten Opfermythos, der den Neonazis Fuß zu fassen erlaubte. Sie unternahmen eine Ortsbegehung entlang Königs Demonstrationsroute von 2011, boten bundesweit eine Pressekonferenz mit prominenten Unterstützern an (unter anderen Anetta Kahane, Wolf-Dieter Narr, Sebastian Krumbiegel), organisierten Kundgebungen vor dem Gerichtsgebäude unter dem Motto BürgerInnen und Freiheitsrechte – auch in Sachsen! Betroffen sind wenige – gemeint sind wir alle!, darunter öffentliche Mittagsandachten. Als Anmelder und Prozessbeobachter fungierten Landtagsabgeordnete wie Johannes Lichdi, Eva Jähnigen, Kerstin Köditz, Annekatrin Klepsch, Freya-Maria Klinger, Henning Homann und Sabine Friedel. Versuche der Dresdner Justiz, die angemeldeten Kundgebungen wegen Ruhestörung zu verbieten, wurden erfolgreich abgewehrt. 61 Dresdner Bürger solidarisierten sich mit einem Offenen Brief mit König. Am 1. Juli 2013 erklärten sich die Nebenkläger und ihre Anwälte im NSU-Prozess mit König solidarisch: Er habe „zu einer Zeit, zu der die Mehrheit noch weggesehen hat, wenn rassistische und rechtsextremistische Übergriffe stattgefunden haben, hingesehen, seine Stimme erhoben und Widerstand gegen die erstarkende neonazistische Szene geleistet“. Anlass war die Aussage des Angeklagten Carsten S. im NSU-Prozess, dass König und die von ihm betreute JG in Jena wiederholt Opfer gezielter Attacken der rechtsextremen „Kameradschaft Jena“ gewesen seien, zu der auch die NSU-Täter gehört hatten.
Da nicht nur die JG-Videos, sondern auch die Polizeivideos erstmals im Prozess gezeigt wurden und die Polizeizeugen widerlegten, konnten Medienberichte nichts vorab „enthüllen“, sondern protokollierten exakt die Widersprüche zwischen Vorwürfen der Anklage, Zeugenaussagen und Videobeweisen. So schrieb die Freie Presse unter dem Titel Seltsame Wortverschiebungen im Ohr einer Staatsanwältin:

„Alle spitzen die Ohren, als König ansetzt: ‚Die Berliner Polizisten…‘ Folgt der laut Staatsanwältin aufwiegelnde Satz? Nein! Trotz der Demonstrationsgeräusche ist im Saal deutlich zu vernehmen: ‚Berliner Polizisten, die werden okay sein.‘ Um von ‚okay sein‘ zu ‚piesacken‘ zu gelangen, braucht es gleich mehrere Laut- und Konsonantenverschiebungen.“

Der Spiegel und die taz veröffentlichten die vor Gericht gezeigten entlastenden Videos. Im Ergebnis bewerteten auch konservative Medien den Prozessverlauf als Punktsieg für König und Blamage für die Anklagevertreter, deren Fehler, Schlampereien und Voreingenommenheit unübersehbar geworden waren: „Selten dürfte eine Staatsanwaltschaft derart vorgeführt worden sein.“ Kommentatoren forderten eine Entschuldigung der Strafverfolger bei König.
Nach dem Prozessabbruch veröffentlichten die Verteidiger einen ausführlichen Prozessbericht mit allen Originaldokumenten und zogen als Fazit: Sachsens Justiz habe König zu Unrecht massiv in seiner bürgerlichen Existenz bedroht. Sein Ruf hätte auch bei einem Freispruch irreparabel beschädigt werden können. Die vielen Fehler und Falschaussagen der Ankläger seien nicht als zufällige Pannen zu erklären, sondern Ergebnis eines antidemokratischen Feindbilds und daraus gespeisten „Belastungseifers“. Nur die breite Solidarität habe zusammen mit einer offensiven Verteidigungsstrategie verhindert, dass sich das Zerrbild eines linksextremen Gewalttäters medial festsetzen konnte. Nur durch eigenes Videomaterial, genug Finanzmittel und enorme Öffentlichkeitsarbeit sei es gelungen, den „Glaubwürdigkeitsbonus“ von Polizeizeugen zu entkräften. Andere als Straftäter angeklagte Demonstranten hätten dieses Glück nicht.
Nach der Verfahrenseinstellung kommentierte Chefredakteur Heribert Prantl im Blick auf weitere derartige Prozesse in Sachsen:

„Den Jugendpfarrer Lothar König, der auch gegen die Neonazis demonstrierte, hat die Dresdner Justiz jahrelang wegen Landfriedensbruch verfolgt, bis endlich das Verfahren eingestellt wurde. Man fragt sich wirklich, wer da eigentlich den Landfrieden stört. – Den Landfrieden stört, wer gewaltfreie Aktionen gegen genehmigte Neonazi-Aufmärsche als rechtswidrige ‚grobe Störung‘ diskriminiert. Den Landfrieden stört, wer der Courage gegen Rechtsextremismus den Nerv zu ziehen versucht. Den Landfrieden stört, wer der Zivilgesellschaft den Atem nimmt. Eine Justiz, die sich als Gegner der Zivilgesellschaft begreift, hat nicht verstanden, was Rechtspflege ist.“

## Auszeichnungen
Im Juni 2013, noch während des laufenden Strafprozesses, erhielt König den Thüringer Demokratiepreis und den 12. Jenaer Preis für Zivilcourage.

## Verfahren ab 2015
Am 12. Dezember 2015 beteiligte sich König mit seinem VW-Bus an einer Demonstration in Leipzig gegen einen Aufmarsch von rund 150 Rechtsextremisten um Christian Worch und seine Partei Die Rechte. 23 Gegendemonstranten wurden zeitweise festgenommen, darunter König. Nach seinen Angaben setzte die Polizei seinen Bus in einer Sackgasse fest und verlangte die Kfz-Schlüssel. Als er diese zunächst verweigerte, schlug ein Polizist ihm mit der Faust ins Gesicht. Ohne Angabe von Gründen wurde ihm erneut Beihilfe zu schwerem Landfriedensbruch vorgeworfen. Am 22. Dezember 2016 stellte die Staatsanwaltschaft Leipzig das Ermittlungsverfahren gegen König und die übrigen fünf Bus-Mitfahrer ein. Der Verdacht, er habe Gewalttäter beeinflusst oder gewalttätige Aktionen mitorganisiert und geplant, habe sich nicht erhärtet.
Im August 2016 beschuldigte der Geraer Staatsanwalt Martin Zschächner König, er habe bei einer Demonstration in Jena einen Polizisten fast überfahren. Im Dezember 2017 ließ er Königs Führerschein einziehen und begründete dies mit Widerstand gegen Vollstreckungsbeamte in besonders schwerem Fall: König habe den Beamten trotz dessen Aufforderung, anzuhalten, in Schrittgeschwindigkeit „etwa zehn Meter vor sich her geschoben“. König erklärte, der Polizist sei plötzlich vor seinen Bus gesprungen. Später habe eine Polizeieinheit diesen umstellt und erst nach Eingreifen von Polizisten aus Jena weiterfahren lassen. Medienberichte deuteten den Vorwurf als weiteren Versuch, König zu kriminalisieren. Im Dezember 2017 entzog das Amtsgericht Jena König auf Antrag Zschächners den Führerschein. Sechs Beamte erzwangen die Herausgabe in der Innenstadt Jenas. Der Aufwand wurde in Medienberichten kritisiert. Im Januar 2018 hob das Landgericht Jena den Führerscheinentzug wegen unbewiesener Vorwürfe bei einem über ein Jahr zurückliegenden Vorgang als „nicht mehr verhältnismäßig“ auf.
Am 15. Februar 2018 beschlagnahmten Kriminalbeamte in Königs Wohnung EDV-Geräte, Speichermedien und ein iPad, um ein Beweisvideo „angeblich entlastenden Inhalts“ sicherzustellen. Zschächner erklärte das mit der staatsanwaltlichen Pflicht, auch entlastende Beweise zu erheben. Königs Verteidiger hatte das Video angekündigt, wollte es aber erst im Prozess einführen. Katharina König-Preuss kritisierte, dass die Polizei erneut auch kirchliche Räume durchsucht und damit Dienstgeheimnisse verletzt habe. Auch die EKM protestierte, da die Polizei das Landeskirchenamt entgegen einer Vereinbarung mit dem Thüringer Justizministerium von 2013 nicht vor den Ermittlungsmaßnahmen darüber informiert hatte. Die EKM forderte daraufhin, die informelle Vereinbarung in einen Vertrag mit Sachsen und Thüringen zu überführen. Im Thüringer Landtag unterstützten SPD, Die Linke und die Grünen den EKM-Vorstoß, CDU und AfD lehnten ihn ab.
Am 10. März 2018 verurteilte das Amtsgericht Jena König zu einer Geldstrafe von 3600 Euro wegen Beleidigung. Vier Passanten hatten ihn angezeigt, er habe sie grundlos mit Nazis verglichen und beschimpft. König hatte Plakate gegen die Partei Alternative für Deutschland (AfD) aufgehängt, aber wieder entfernen müssen, weil er die Erlaubnis der Stadt Jena nicht vorweisen konnte. Die Passanten sollen ihn nach seinem Vorgehen gefragt, darauf soll er unfreundlich reagiert haben. Der Amtsrichter wollte das Verfahren ursprünglich nicht eröffnen, musste es auf Weisung des Landgerichts Gera aber durchführen.
Im März 2019 wurde König von der Anklage, er habe Passanten in Jena als „Nazis“ beleidigt, rechtskräftig freigesprochen. Staatsanwalt Zschächner geriet wegen anderer Verfahren und einer Spende für die AfD in den Verdacht der politischen Befangenheit. Im April 2019 versetzte die Staatsanwaltschaft Gera ihn in eine andere Abteilung, setzte das Verfahren gegen König wegen angeblichen Anfahrens eines Polizisten jedoch fort.

## Weiteres Engagement
König war mit Jan Gorkow („Monchi“) befreundet, dem Sänger der Punkband Feine Sahne Fischfilet. Am 13. Februar 2015 ließ er sie bei einem öffentlichen Friedensgebet auftreten, das er mit der JG Jena auf dem Dresdner Neumarkt hielt. Monchi und die Landtagsabgeordneten Johannes Lichdi, Katharina König-Preuss und Astrid Rothe-Beinlich kritisierten das offizielle Gedenken an den 13. Februar 1945 als geschichtslos und unwirksam; nicht die Stadt Dresden, sondern tausende Antifaschisten hätten die Neonazis vertrieben. Ein „wirkliches Erinnern“ dürfe die Mittäterschaft vieler Bürger in der NS-Zeit und die heutigen fremdenfeindlichen Angriffe auf Geflüchtete nicht ausklammern. Die Polizei untersagte König wegen angeblicher Störung der benachbarten Gedenkfeier in der Frauenkirche das Singen, worauf er sich demonstrativ den Mund zuklebte.
Im November 2015 in einem Streitgespräch mit dem Psychologen Hans-Joachim Maaz erklärte König: „Mitte-Extremisten“, Populisten und Mitläufer in der aktuellen Flüchtlingsdebatte seien gefährlicher als Rechts- und Linksextremisten. Pegida-Demonstrationen in Dresden hätten klein angefangen und seien zu lange toleriert worden. Dass Neonazis dort mitliefen und Menschen wegen ihres Aussehens jagten, sei auch ein Versagen der Christen. Es gebe keinen wirklichen Dialog, sondern Stimmungsmache auf Kosten Schwächerer. Kirche müsse wieder das Evangelium predigen und Ängste nehmen, aber auch eintreten für die Opfer einer jahrhundertelangen Ausbeutung.
Am 10. April 2016 gestaltete König mit der JG einen bundesweit beachteten ökumenischen Gottesdienst in der Versöhnungskirche in Dachau. Dieser erinnerte an die Widerstandskämpfer Georg Elser und Dietrich Bonhoeffer, die am 9. April 1945 im KZ Dachau und KZ Flossenbürg ermordet worden waren, und namentlich an alle Todesopfer rechtsextremer Gewalt in der Bundesrepublik Deutschland seit 1990.
Seit Oktober 2016 verbreitete die Schweizer Neonaziband „Erschießungskommando“ im Internet als Liedtext einen Mordaufruf gegen Katharina und Lothar König mit Bezügen zum NSU. Zuvor war die Schweizer Neonaziband Amok bei Rechtsrock-Konzerten in Thüringen aufgetreten, gegen die König und seine Tochter sich eingesetzt hatten.
Am 13. September 2017 eröffnete König eine Demonstration von rund 1000 Personen gegen einen AfD-Wahlkampfauftritt in Jena mit einer Andacht vor der Stadtkirche St. Michael: Man wolle den Protest „mit Sinn und Verstand auf die Straße bringen.“ Teilnehmer der AfD-Kundgebung sangen ungehindert ein szenebekanntes antisemitisches „U-Bahn-nach-Auschwitz-Lied“ der Neonaziband Kommando Freisler und richteten den Text gegen die JG. Die Evangelisch-Lutherische Kirchengemeinde Jena und die Jüdische Landesgemeinde Thüringen stellten Strafanzeige wegen Volksverhetzung. Geras Staatsanwalt Martin Zschächner stellte die Ermittlungen dazu ein. Eine Beschwerde dagegen hatte Erfolg.
2017 nahm Königs Gemeinde fünf Geflüchtete aus Syrien und Afghanistan in ihren Räumen auf und gewährte ihnen Kirchenasyl. König kritisierte die Strapazen für alle Beteiligten, die diese Situation und die Prüfungsverfahren der Bundesbehörden bedeuteten.
Am 14. Juli 2018 erklärte König zum NSU-Prozess: Zwar sei er mit dem Urteil unzufrieden, jedoch sei ein Gerichtsprozess nicht zur Lösung gesellschaftlicher Probleme da. Gesellschaft und Politik müssten Verantwortung übernehmen. Das Unterstützernetzwerk des NSU sei „nicht offengelegt“ und funktioniere noch. Der rechte Terror könne sich daher in anderen Formen wiederholen. König erhielt Lob dafür, dass Jena sich durch sein Engagement seit den 1990er Jahren von einer Hochburg von Rechtsextremisten zu einer der „wenigen Bastionen gegen Rechts in Ostdeutschland“ gewandelt hatte.
Am 25. August 2019 wurde König nach 29-jähriger Tätigkeit als Jugendpfarrer mit einem Gottesdienst in Jenas Stadtkirche in den Ruhestand verabschiedet.

## Tod und Gedenken
Am 21. Oktober 2024 starb Lothar König. Seine Familie gab seinen Tod am selben Tag bekannt.
Zahlreiche Nachrufe erinnerten an Königs unbequeme Unangepasstheit, Konfliktbereitschaft, Engagement gegen Unrecht in der DDR und gegen Rechtsextremismus im wiedervereinigten Deutschland, an staatliche Versuche, ihn zum Kriminellen zu stempeln, und an seine nie versiegende Hoffnung auf eine bessere Welt.
Am 31. Oktober 2024, dem Reformationstag, fand die Trauerfeier für ihn in Jena statt. Vormittags zogen etwa 300 Personen bei einer Antifa-Demonstration durch die Innenstadt. Weit mehr als 1000 Gäste nahmen dann am Trauergottesdienst in der Stadtkirche St. Michael teil. Redner waren unter anderen der Politikwissenschaftler Michael Ebenau und die Studierendenpfarrerin Constanze Hartung. Der Sänger Jan Gorkow sang zwei von Königs Lieblingsliedern. Als Trauerspruch diente Kapitel 14, Vers 8 des Römerbiefes (Röm 14,8 ).